# Псефеллюс подбелённый
Псефеллюс подбелённый (лат. Psephellus dealbatus)  — травянистое растение, вид рода Псефеллюс (Psephellus), семейства Астровые (Asteraceae). Широко культивируется как декоративное растение. В ходе ревизии вид был выделен из рода василёк (Centaurea), поэтому часто фигурирует под устаревшим названием василёк подбелённый (лат. Centaurēa dealbāta)  , которое в настоящее время является базониом.

## Ботаническое описание
Многолетнее растение от 30 до 80 см высотой. Нижние листья перисто-рассечённые на длинных черешках, снизу беловато-опушённые, стеблевые — сидячие, лопастные или рассечённые. Соцветия — одиночные корзинки. Цветки ярко-розовые. Не требователен к почвам, зимостойкий и засухоустойчивый.
Цветёт в июне — августе.

## Распространение и среда обитания
Вид родом из горных степей и субальпийских лугов Кавказа и северо-востока Турции.

Растёт на высоте от 1700 до 2400 метров над уровнем моря.

## Хозяйственное значение и применение

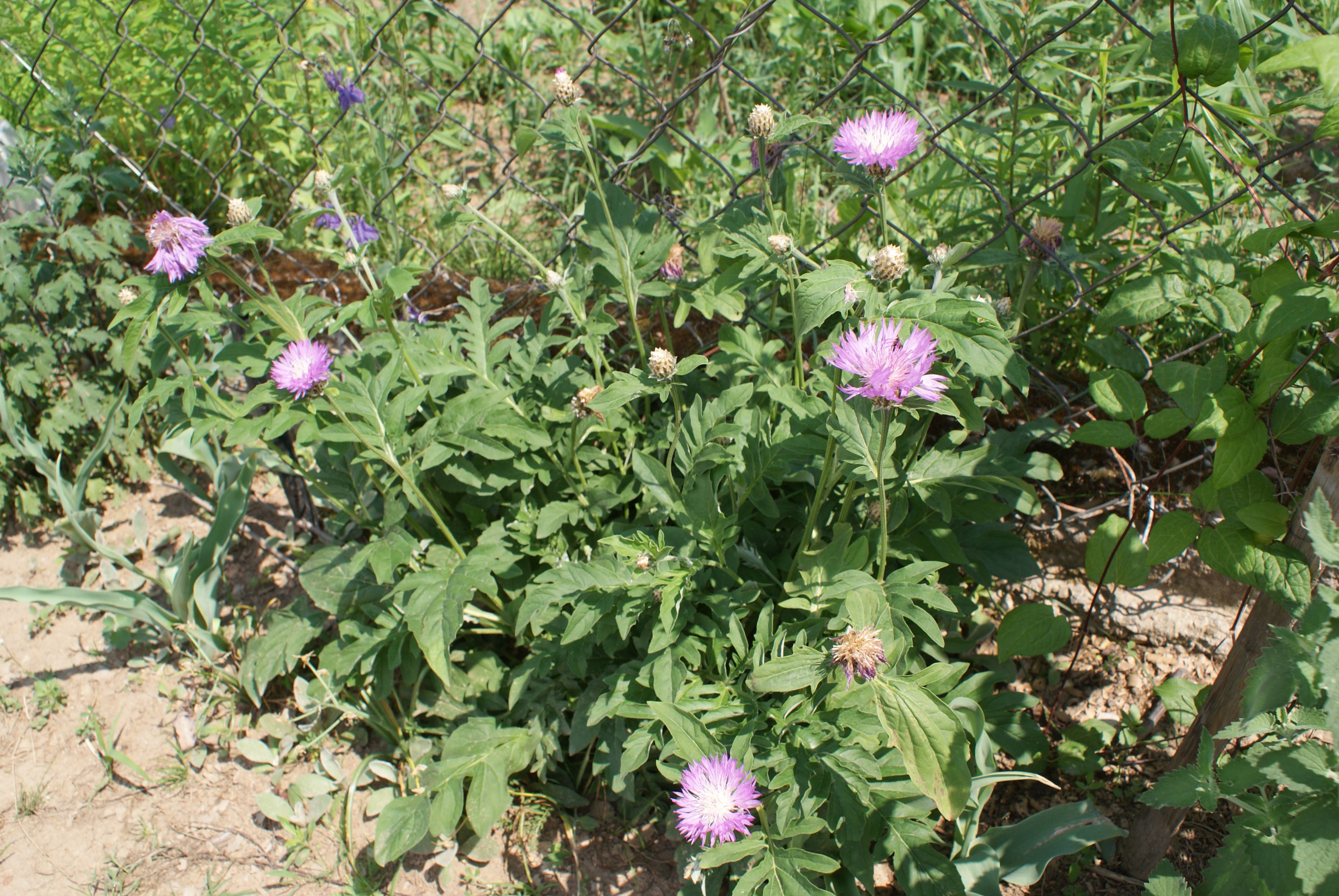
Василёк подбелённый на клумбе

Василёк подбелённый широко культивируется как декоративно-листное растение. Хорошо адаптируется и засухоустойчив. В культуре размножается обычно вегетативно. Известно несколько сортов.
Цветки привлекают бабочек и пчёл.